# Braden Holtby
Braden Holtby, född 16 september 1989 i Lloydminster, Saskatchewan, är en kanadensisk ishockeymålvakt som spelar för Dallas Stars i NHL.
Han har tidigare spelat på NHL-nivå för Washington Capitals.

## Spelarkarriär
Holtby spelade under juniortiden i Saskatoon Blades i WHL. Holtby blev draftad i NHL-draften 2008, som 93:e spelaren totalt i 4:e rundan, av Washington Capitals.
Säsongen 2009–10 varierade Holtby med spel i dels ECHL-laget South Carolina Stingrays och dels AHL-laget Hershey Bears. Holtby blev vidare uttagen och deltog i ECHL:s årliga All Star-match 2010, samma år vann Holtby även AHL-slutspelet Calder Cup med Hershey Bears.
Holtby gjorde sin NHL-debut för Washington Capitals den 5 november 2010 i Verizon Center mot Boston Bruins, efter att startmålvakten Neuvirth tvingats utgå med 10 minuter kvar av matchen. Capitals vann matchen med 5-3. Holtby gjorde sin debut som startmålvakt två dagar senare emot Philadelphia Flyers och ledde laget till en 3-2-seger i övertid. Holtby höll sin första nolla i NHL emot Edmonton Oilers den 9 mars 2011.
Inför säsongen 2011–12 var Holtby tänkt som tredjemålvakt bakom Tomas Vokoun och Michal Neuvirth, men efter att båda drabbats av skador i slutet av serien fick Holtby chansen som förstemålvakt. Holtby var en bidragande orsak till att Capitals slog ut regerande mästarna Boston Bruins i Stanley Cup-åttondelsfinalen 2012 med 4-3 i matcher.

### Stanley Cup-slutspelet 2018
2018 vann Holtby Stanley Cup med Washington Capitals sedan laget besegrat Vegas Golden Knights i finalserien med sammanlagt 4-1 i matcher. Holtby började slutspelet, i första rundan mot Columbus Blue Jackets, som reservmålvakt bakom Philipp Grubauer efter att ha visat vacklande form under grundserien. Washington Capitals förlorade de två första matcherna mot Columbus Blue Jackets (3-4 och 4-5) och i den tredje matchen tog Holtby över rollen som förstemålvakt. Capitals vann sedan fyra raka matcher mot Blue Jackets och därefter besegrade laget också Pittsburgh Penguins, Tampa Bay Lightning och Vegas Golden Knights.

## Meriter
- Calder Cup – 2010
- Stanley Cup – 2018

## Klubbar
- Saskatoon Blades 2006–2009
- South Carolina Stingrays 2009–10
- Hershey Bears 2009–12
- Washington Capitals 2010–2020
- Vancouver Canucks 2020–